# 山根理宏
山根 理宏（やまね りひろ）は日本のアニメーター、メカニックデザイナー。元ビーボォー所属。本名は山根理宏（やまね まさひろ）。別名に山根まさひろ、まさひろ山根、ギャランドゥ山根などがある。

## 経歴
ビーボォー出身。退社後はスタジオギグを経て、スタジオG-1、サンライズ第7スタジオ、AIC ASTA等に席を置いていた。
90年代、勇者シリーズで大張正己と共にメカニックアニメーターとして活躍。以後も、様々な作品においてメカ作画監督を務める。
スタジオG-1に所属していたことがあり、大張とは同僚であった。現在も大張とは親交がある。
最近ではメカ作画監督だけではなく、「イメージリーダー」「デザインワークス」や「ヒーローキャプテン」、「ニャンコマスター」等独特の役職名を付けられることが多い。
深夜アニメで勇者シリーズのパロディーをする際のメカデザインをつとめることも多い。
令和元年より、山根理宏（やまね りひろ）名義で活動している。

## 主な参加作品

### テレビアニメ
- 機動戦士Zガンダム（1985年）動画（アニメーターデビュー作、ノンクレジット[2]）
- 蒼き流星SPTレイズナー（1985年-1986年）原画
- 機甲戦記ドラグナー（1987年-1988年）原画
- 機動警察パトレイバー（TV版）（1989年-1990年）原画
- らんま1/2 熱闘編（1989年-1992年）作画監督、原画
- 太陽の勇者ファイバード（1991年-1992年）原画
- ゲッターロボ號（1991年）原画
- 新世紀GPXサイバーフォーミュラ（1991年）作画監督
- 絶対無敵ライジンオー（1991年-1992年）原画
- 伝説の勇者ダ・ガーン（1992年-1993年）原画
- 宇宙の騎士テッカマンブレード（1992年-1993年）メカ作画監督
- 勇者特急マイトガイン（1993年-1994年）チーフメカ作監、各話メカ作画監督、原画
- 勇者警察ジェイデッカー（1994年-1995年）チーフメカ作監、アニメーションメカ設定、ゲストキャラ・メカデザイン、作画監督、原画
- 魔法騎士レイアース（1994年-1995年）モンスターメカデザイン、作画監督、原画
- 勇者指令ダグオン（1996年-1997年）原画、DN原画、タイトルアニメ（第31話-第48話）
- 超者ライディーン（1996年-1997年）メカニカルデザイン、メカ作画監督
- 勇者王ガオガイガー（1997年-1998年）メカ作画監督、原画
- ヴァイスクロイツ（1998年）原画
- SHADOW SKILL -影技-（1998年）原画
- ガサラキ（1998年-1999年）メカ作画監督
- 超生命体トランスフォーマー ビーストウォーズネオ（1999年）OP作画監督
- ベターマン（1999年）メカニックマスター、メカ作画監督
- 地球防衛企業ダイ・ガード（1999年-2000年）原画
- THE ビッグオー（1999年-2000年、2003年）作監協力、メカ作画監督
- トランスフォーマー カーロボット（2000年）OP・ED作画監督
- BRIGADOON まりんとメラン（2000年）アクションマスター、総作画監督（第2話-第4話）、モノマキア作画監督
- スクライド（2001年）デザインワークス、OP・ED作画監督、メカニック総作画監督、メカニック作画監督
- The Soul Taker 〜魂狩〜（2001年）OP原画
- 超重神グラヴィオンシリーズ（2002年、2004年）原画
- NARUTO -ナルト-（2003年-2007年）OP原画
- ポポロクロイス（2003年-2004年）原画
- 神魂合体ゴーダンナー!!（2003年、2004年）メカニックキャプテン、メカ作画監督
- ケロロ軍曹（2004年-）原画
- JINKI:EXTEND（2005年）OP原画
- ガン×ソード（2005年）イメージリーダー、メカ作画監督、OP原画
- BLOOD+（2005年-2006年）原画
- ガイキング LEGEND OF DAIKU-MARYU（2005年-2006年）作画監督、ドッキングアニメーション
- TOKKO 特公（2006年）原画
- コードギアス 反逆のルルーシュ（2006年-2007年）作画監督、OP原画
- 京四郎と永遠の空（2007年）デザインワークス、作画監督協力、OP原画
- アイドルマスター XENOGLOSSIA（2007年）原画
- 鋼鉄神ジーグ（2007年）原画
- バンブーブレード（アニメ版：2007年-2008年）ブレイバーデザイン、作画監督、原画
- コードギアス 反逆のルルーシュR2（2008年）原画
- 天体戦士サンレッド（2008年-2009年）ヒーローキャプテン、OP作画監督、第26話アバンタイトル作画監督、原画
- まかでみ・WAっしょい!（2008年）エレファンガーDN原画
- 明日のよいち!（2009年）イメージリーダー、ED原画、作画監督、原画
- 黒神 The Animation（2009年）原画
- シャングリ・ラ（2009年）作画監督（マジカルギーナ）
- GA 芸術科アートデザインクラス（2009年）トモカネロボデザイン
- にゃんこい!（2009年）ニャンコマスター、作画監督、第6話「今日のにゃんコマ」作画
- 天体戦士サンレッド（第2期）（2009年-2010年）ヒーローキャプテン、『気象戦隊ウェザースリー』絵コンテ、作画監督
- 迷い猫オーバーラン!（2010年）『勇者超人グランブレイバー』メカニックデザイン
- あそびにいくヨ!（2010年）作画監督
- スーパーロボット大戦OG -ジ・インスペクター-（2010年）キャラクターデザイン、メカニックデザイン、メカニック総作画監督、第15話アウセンザイター作画監督、第19話虎龍王作画監督、原画
- 薄桜鬼 碧血録（2010年）作画監督、OP原画
- 俺の妹がこんなに可愛いわけがない（2010年）劇中アニメ『ジャスティーン』メカデザイン
- Dororonえん魔くん メ〜ラめら（2011年）原画
- SKET DANCE（2011年）DNコンテ、作画監督
- 銀魂'（2011年）原画
- アクセル・ワールド（2012年）メカデザイン、メカ作画監督、メカ作画監督協力、OP原画
- 機動戦士ガンダムAGE（2011年-2012年）OP原画
- 薄桜鬼 黎明録（2012年）OP原画
- ハヤテのごとく! CAN'T TAKE MY EYES OFF YOU（2012年）原画
- 超速変形ジャイロゼッター（2012年-2013年）エフェクト作画監督、原画
- 八犬伝―東方八犬異聞―（2013年）OP原画
- ラブライブ!（2013年）作画監督
- 爆獣合神ジグルハゼル（2013年）メカニックデザイン・メカニック作画監督
- バディ・コンプレックス（2014年）メカ作画監督
- 俺、ツインテールになります。（2014年）エレメリアンデザイン・アクション監督、作画監督
- ガンダムビルドファイターズトライ（2014年-2015年）原画
- 美男高校地球防衛部LOVE!（2015年）メカデザイン・メカ作画監督
- ミリオンドール（2015年）メインキャラクターデザイン
- 城下町のダンデライオン（2015年）ボルシチ（飼い猫）デザイン
- 機動戦士ガンダム 鉄血のオルフェンズ（2015年）原画
- アクティヴレイド -機動強襲室第八係-（2016年）サブキャラクターデザイン・アクション監督・原画
- ハイスクール・フリート（2016年）作画監督・OPアニメ原画
- アクティヴレイド -機動強襲室第八係- 2nd（2016年）サブキャラクターデザイン・OPアニメエフェクト作監
- CHEATING CRAFT（2016年）ゲスト試験官デザイン
- DIVE!!（2017年）エフェクト監督、作画監督、作画監督協力
- ガンダムビルドダイバーズ（2018年）原画・OP原画
- フルメタル・パニック! Invisible Victory（2018年）キャラクター作画監督・OP原画
- ポプテピピック TV Special（2019年）OP原画
- 波よ聞いてくれ（2020年）作画監督
- バック・アロウ（2021年）CGアクションスーパーバイザー
- キングスレイド 意志を継ぐものたち（2021年）作画監督
- 境界戦機（2021年）メカニック作画監督・原画・OP原画
- 怪人開発部の黒井津さん（2022年）ヒーローデザインキャプテン・ブレイダー変身コンテ
- 勇気爆発バーンブレイバーン（2024年）メカニックデザイン ※スペルビアのみ
- グレンダイザーU（2024年）メカ作画監督
- 俺は星間国家の悪徳領主!（2025年）メカデザイン

### OVA
- 湘南爆走族（1986年-1999年）原画
- 銀河英雄伝説第1期（1989年）原画
- 冒険!イクサー3（1990年）原画
- BE-BOP-HIGHSCHOOL（1990年-1998年）原画
- BURN-UP（1991年）原画
- 間の楔（1992年）作画監督
- 超時空要塞マクロスII -LOVERS AGAIN-（1992年）原画
- 逮捕しちゃうぞ（1994年-1995年）原画
- ジャイアントロボ THE ANIMATION -地球が静止する日（1992年-1998年）原画
- 闘神伝（1996年）アニメーションキャラクターデザイン、作画監督
- シャーマニックプリンセス（1996年-1998年）原画
- 勇者指令ダグオン 水晶の瞳の少年（1997年）原画
- レイアース（1997年）原画
- 勇者王ガオガイガーFINAL（2000年-2003年）メカニカル作画監督、原画
- マジンカイザー（2001年-2002年）原画
- ナースウィッチ小麦ちゃんマジカルて（2002年-2004年）メカ作画監督
- 鴉 -KARAS-（2005年-2007年）メカ作画監督
- クイズマジックアカデミーOVA（2008年）原画
- 異世界の聖機師物語（2009年）メカ作画協力
- 薄桜鬼 雪華録（2011年）作画監督、OP原画
- 合体ロボット アトランジャー（2011年）メカニックデザイン

### 劇場アニメ
- オーディーン 光子帆船スターライト（1985年）動画
- キン肉マンII世 マッスル人参争奪！超人大戦争 （2002年）原画
- アクセル・ワールド INFINITE∞BURST（2016年）メカデザイン

### Webアニメ
- ガンダムビルドダイバーズRe:RISE（2019年）メカニック作画監督、原画、OP原画
- 風都探偵（2022年）仮面ライダー・ドーパントアニメーター
- 境界戦機 極鋼ノ装鬼（2023年）チーフメカアニメーター
- ガンダムビルドメタバース（2023年）メカニック作画監督、原画、OP原画
- トランスフォーマー 40周年記念　スペシャルムービー（2024年）原画

### ゲーム
- 惑星攻機隊りとるキャッツ（1998年）作画監督
- 新世代ロボット戦記ブレイブサーガ（1998年） 絵コンテ（バーンガーン合体、グレートバーンガーン合体）
- 70年代風ロボットアニメ ゲッP-X（1999年）原画
- 勇者王ガオガイガー BLOCKADED NUMBERS（1999年）作画監督、原画
- タツノコファイト（2000年）作画監督（ヴォルターED）、原画
- サンライズ英雄譚R（2000年）原画
- サンライズ英雄譚2（2001年）原画
- 神魂合体ゴーダンナー!!（2004年）原画
- スーパーロボット大戦L（2010年）オリジナルメカニックデザイン、カットイン原画協力
- スーパーロボット大戦DD（2019年）メカニックデザイン
- スーパーロボット大戦30（2021年）『覇界王〜ガオガイガー対ベターマン〜』戦闘アニメーション絵コンテ
- THE KING OF FIGHTERS XV（2022年）スペシャルショートアニメ（原画）
- 機動戦士ガンダム 鉄血のオルフェンズG（2022年）『機動戦士ガンダム 鉄血のオルフェンズ ウルズハント』原画

### その他
- BAMBOO BLADE（原作：2008年）ブラックデュラン（第82-84話）デザイン

## 書籍
- 『山根理宏画集 リヒロトマサヒロ』（ホビージャパン、2024年10月2日初版発行）ISBN 978-4-7986-3606-1